# Pont a Villeneuve-la-Garenne
Pont a Villeneuve-la-Garenne és una pintura a l'oli realitzada per Alfred Sisley el 1872 i que actualment s'exposa al Metropolitan Museum of Art de Nova York. Els ponts moderns que s'acabaven de construir, emblemàtics de modernitat, es repeteixen com a motius de les pintures impressionistes dels anys 1870 i 1880. El pont penjat de ferro i pedra a Villeneuve-la-Garenne, construït el 1844 per connectar el poble amb el suburbi de París de Saint-Denis (Sena Saint-Denis), apareix en dues pintures de Sisley del 1872, l'altra versió es troba aquest i una versió al Fogg Art Museum, Cambridge, Massachusetts. L'aplicació de Sisley de colors separats amb notables pinzellades rectangulars en les reflexions sobre la superfície de l'aigua són típics de les primeres obres impressionistes.